# Bystrzyca (Kujavië-Pommeren)

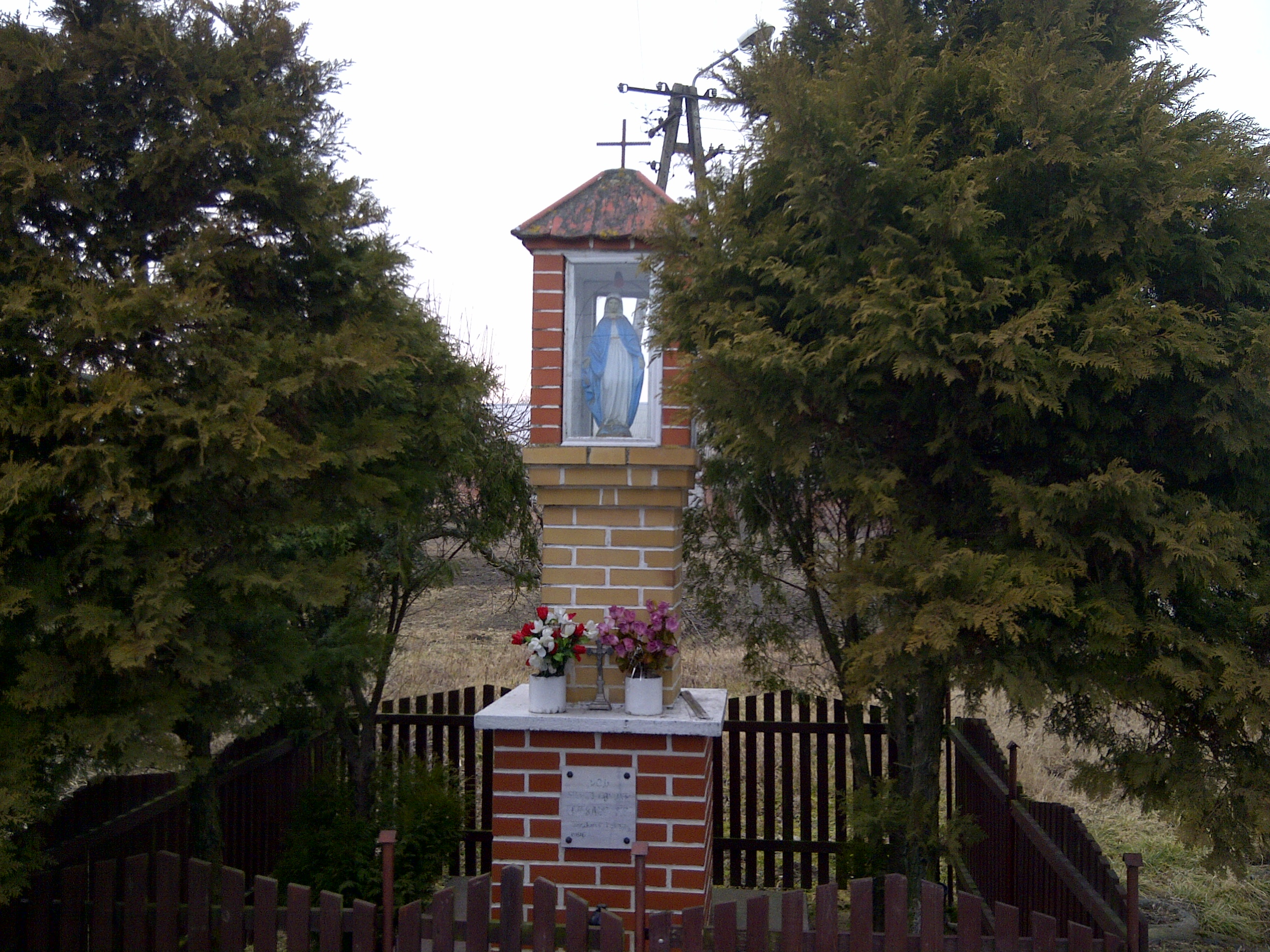
Gebedsmonument in Bystrzyca

Bystrzyca (Duits: Bistritz) is een dorp in Polen, gelegen in het woiwodschap Koejavië-Pommeren, district Mogilno, in de gemeente Mogilno. In 2011 telde het 83 inwoners.

## Sport en recreatie
Door deze plaats loopt de Europese wandelroute E11. De E11 loopt van Den Haag naar het oosten, op dit moment de grens Polen-Litouwen. Ter plaatse komt de route van het noordwesten vanaf Mogilno en vervolgt in oostelijke richting naar Kwieciszewo